# وليم هازلت

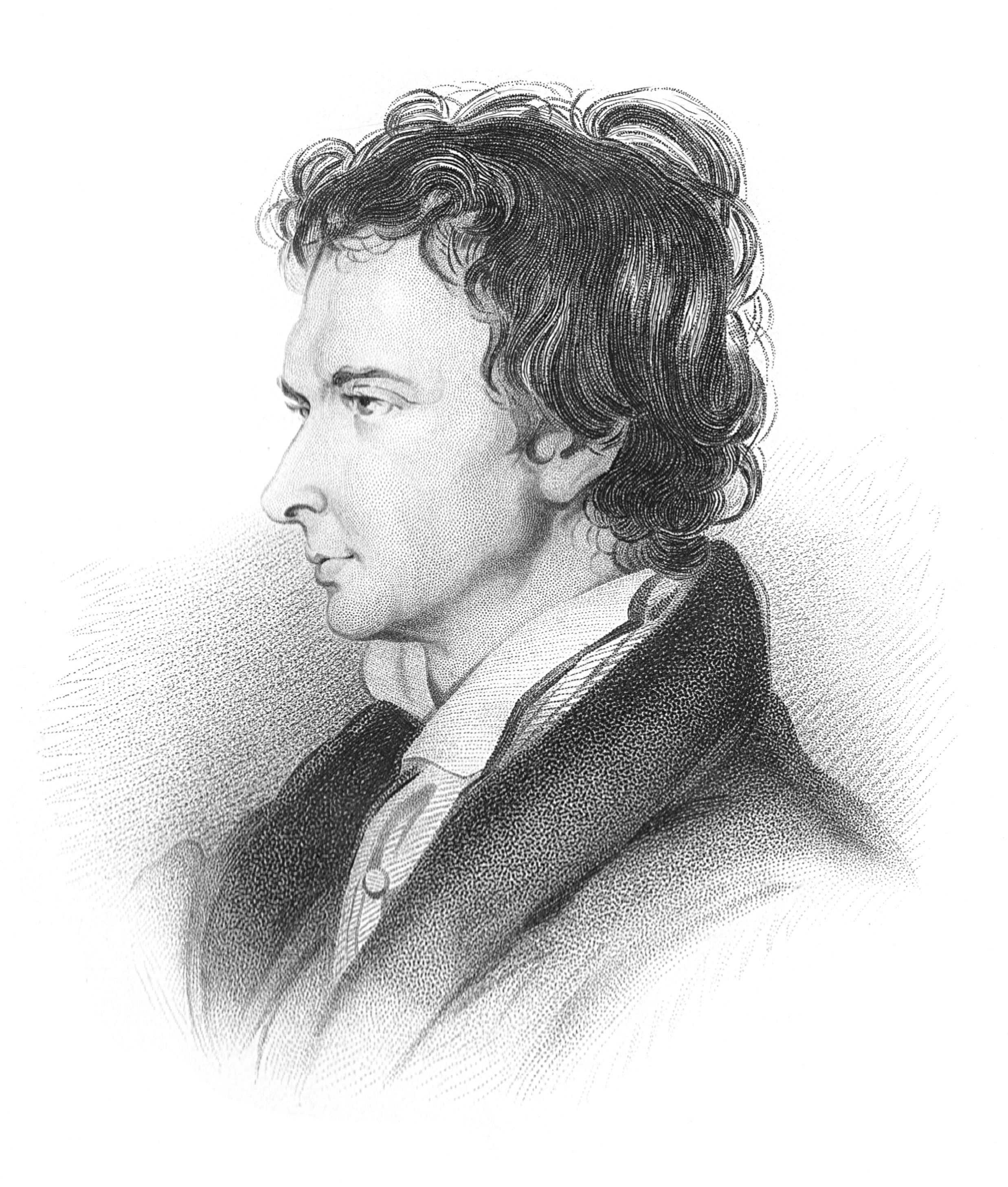
وليم هازلت.

وليم هازلت (بالإنجليزية: William Hazlitt) (10 أبريل 1778 - 18 سبتمبر 1830) هو كاتب إنجليزي وناقد درامي وأدبي ورسام ومعلق اجتماعي وفيلسوف. يعتبر الآن أحد أعظم النقاد وكتاب المقالات في تاريخ اللغة الإنجليزية، إلى جانب صمويل جونسون وجورج أورويل. مثلما يُعد أفضل ناقد فني في عصره. لكن على الرغم من مكانته المرموقة بين مؤرخي الأدب والفن، فأعماله في الوقت الحالي قليلة القراءة ومعظمها غير مطبوع. 
خلال حياته، صادق الكثير من الأشخاص الذين أصبحوا الآن جزءًا من المرجعية الأدبية في القرن التاسع عشر، بمن فيهم تشارلز وماري لام، وستندال، وصامويل تايلور كولريدج، وويليام وردزوورث، وجون كيتس. نال قسطاً من التعليم في اللاهوت، و الفن، والفلسفة. ثم بدأ يكتب للصحف والمجلات وامتاز أسلوب مقالاته فيها بالوضوح والصفاء، وجمعت في كتب أشهرها «شخصيات مسرحيات وليم شكسبير» 1817، و «محاضرات عن الشعراء الإنجليز» 1819. و «حديث المائدة» (1821-22)، و «روح العصر» 1825. وهو صورة لمعاصريه من الكتاب والأدباء. أسهم مع كولريدج في تأكيد عظمة شيكسبير ومؤلفي عصره. ويعد هازلت من أساتذة كتاب المقالة بين الإنجليز، إذ تميزت مقالاته بالذكاء الحاد، والحساسية، والاهتمام الواسع، ومنها: «معرفتي الأولى بالشعراء»، و «حول الشعور بالخلود في سن الشباب»، كان شديد الإعجاب بنابليون، وكتب سيرة لحياته (1828-30).

## حياته وأعماله

### خلفية
كانت عائلة والد هازلت من البروتستانت الأيرلنديين الذين انتقلوا من مقاطعة أنتريم إلى تيبيراري في أوائل القرن الثامن عشر. كان والده يدعى وليم هازلت أيضًا، والتحق بجامعة غلاسكو (حيث درّسه آدم سميث)، وحصل على درجة الماجستير في عام 1760. ولم يكن راضيًا تمامًا عن عقيدته المشيخية، فأصبح كاهنًا توحيديًا في إنجلترا. وفي عام 1764، أصبح قسيسًا في ويزبيش، كامبردجشاير، حيث تزوج في عام 1766 من غريس لوفتوس، ابنة تاجر حديد كان قد توفي قبل وقت قصير. أنجبا العديد من الأطفال، لكن لم يعش منهم إلا ثلاثة. أكبر الأطفال هو جون (الذي أصبح رسام بورتريه لاحقًا)، ولد في عام 1767 في مارشفيلد في غلوسترشاير، وهو المكان الذي أصبح فيه القسيس وليم هازلت راعي أبرشية بعد زواجه. في عام 1770، وافق هازلت الأب على عمل أخر وانتقل مع عائلته إلى ميدستون، كينت، حيث ولدت ابنته الأولى والوحيدة التي بقيت على قيد الحياة، مارغريت (التي تعرف عمومًا باسم بيغي) في نفس العام.

### الطفولة والتعليم للفيلسوف الشاب (1778-1797)

#### طفولته
ولد وليم، أصغر أطفال هازلت الأب الباقين على قيد الحياة، في ميتر لين، ميدستون، في عام 1778. وفي عام 1780، عندما كان عمره عامين، بدأت عائلته نمط حياة ترحالي استمر لعدة سنوات. إذ انتقل بهم والده من ميدستون إلى باندون، مقاطعة كورك، أيرلندا، ومنها انتقلوا إلى الولايات المتحدة عام 1783، حيث عمل والده واعظًا ومحاضرًا وسعى إلى دعوة كهنوتية لأبرشية تحررية. لكن لم تكلل جهوده في الحصول على منصب بالنجاح، على الرغم من أن له تأثيرًا في تأسيس أول كنيسة توحيدية في بوسطن. وفي 1786-1787 عادت الأسرة إلى إنجلترا واستقرت في ويم، شروبشاير. لم يذكر هازلت سوى القليل عن سنواته في أمريكا، لكنه احتفظ بمذاق البرباريس (الزرشك).

## مؤلفاته
من مؤلفاته:
- The Characters of Shakespeare's Plays (1817)
- The Round Table (1817)
- A view of the English stage (1818)
- Lectures on the English poets (1818)
- Lectures on the English Comic Writers (1819)
- Lectures on the Dramatic Literature of the Age of Elizabeth (1820)
- Liber Amoris, or The New Pygmalion (1823)
- The Spirit of the Age, or Contemporary Portraits (1825)

## روابط خارجية
- وليم هازلت على موقع الموسوعة البريطانية (الإنجليزية)
- وليم هازلت على موقع إن إن دي بي (الإنجليزية)